# 젠하이저
젠하이저 일렉트로닉 유한회사(독일어: Sennheiser electronic GmbH & Co. KG)는 독일의 음향기기 제조사이다. 본사는 하노버 베데마르크에 소재하였으며, 소비자 및 전문가용 마이크, 헤드폰 및 스피커에 특화되어 있다. 1945년 프리츠 젠하이저가 창립하였으며, 2019년 2,800명 이상의 직원과 756백만 유로의 매출을 기록했다. 2021년 5월 젠하이저의 소비자 오디오 부문이 소노바에 인수되었다. 주요 자회사로는 스튜디오 마이크를 생산하는 게오르그 노이만이 있다.

## 역사

베데마르크에 위치한 젠하이저 혁신 캠퍼스(Innovation Campus)

유럽에서 제2차 세계 대전이 종전한 직후인 1945년 6월, 창립자 프리츠 젠하이저와 하노버 대학의 7명의 엔지니어들이 베데마르크의 베네보슈텔(독일어: Wennebostel) 마을에 연구소를 세웠다. 이 "연구소 W"(Labor W)에서 제일 먼저 생산한 제품은 전압계였다. 1958년에는 회사명을 오늘날의 젠하이저로 바꾸었고, 1973년에는 회사의 형태를 유한회사로 바꿨다. 1982년에는 창업자 프리츠 젠하이저가 경영권을 아들인 요외르크 젠하이저에게 물려주었다.

## 수상 경력
- 1987년에는 MKH 816 마이크를 제조한 공로로 아카데미 오브 모션 픽처 아츠 앤드 사이언시즈가 주는 아카데미상 기술상을 받았다.
- 1996년에는 무선 전송 기술을 개발한 공로로 에미상 기술 & 공학 부문을 받았다.
- 1999년에는 그래미상을 수상하였다.